# 塚原光男
塚原 光男（つかはら みつお、1947年12月22日 - ）は、日本の元体操選手。
オリンピック3大会で金メダルを獲得した。鉄棒では「月面宙返り（ムーンサルト）」を編み出した。現在は、さまざまな体操競技団体において後進を指導する立場に就いている。現在も東京都在住。

## 人物
東京都北区出身。1966年に國學院高等学校を、1970年に日本体育大学体育学部卒業。 大学在学中の1968年にメキシコオリンピックに出場した。
1970年、大学卒業後に河合楽器に入社。社会人となってからもミュンヘンオリンピック（1972年）とモントリオールオリンピック（1976年）に出場、男子種目別の鉄棒で2大会連続で金メダルを獲得。
1970年に跳馬で「ツカハラ跳び」、1972年に鉄棒で「月面宙返り（ムーンサルト）」の新技を開発した。特に月面宙返りの開発に当たってはトランポリンのハーフ・イン・ハーフという技を見て、「これを鉄棒に使えないだろうか」と思ったことから深夜、人がいなくなった練習場で数ヶ月かけて1人練習を重ねて技を完成させたことを後に語っている。
妻は元メキシコオリンピック女子体操日本代表の塚原千恵子（旧姓:小田）、長男は同じく体操選手の塚原直也の体操一家。長男は2004年のアテネオリンピック体操男子団体メンバーとして金メダルを獲得しており、日本五輪史上初の父子金メダリストとなった。
引退後には指導者となり、2002年には「朝日生命体操教室」と「朝日生命体操クラブ」を運営する「塚原体操センター」を設立した。2009年秋の褒章で紫綬褒章を受章。2004年に受章した息子・直也と共に親子での紫綬褒章受章者となった。2012年にはロンドンオリンピック日本選手団の総監督を務めた。
2013年7月に執行された第23回参議院議員通常選挙に自由民主党の公認を得て比例代表候補として出馬するも、26位で落選した。
2014年には講道館評議員に就任した。

## 成績
- 1968年
  - 全日本選手権 つり輪優勝
  - メキシコオリンピック 団体総合金メダル、個人総合18位、ゆか、つり輪4位
- 1969年 全日本選手権 跳馬優勝
- 1970年
  - 全日本選手権 ゆか、鉄棒優勝
  - リュブリャナ世界選手権（ユーゴスラビア）団体総合、跳馬金メダル、個人総合、つり輪銀メダル、ゆか5位
- 1971年 全日本選手権 つり輪優勝
- 1972年
  - 全日本選手権 鉄棒優勝
  - ミュンヘンオリンピック（ドイツ）団体総合、鉄棒金メダル、つり輪銅メダル、個人総合8位
- 1973年 全日本選手権 個人総合、つり輪優勝
- 1974年
  - リガ国際（ソビエト連邦：現ラトビア）個人総合2位
  - ヴァルナ世界選手権（ブルガリア）団体総合金メダル、個人総合5位、つり輪4位、鉄棒6位
- 1975年
  - 中日杯 個人総合7位
  - 日本-ソ連共同大会 団体総合、個人総合優勝
  - 日本-アメリカ共同大会  団体総合、個人総合優勝
  - NHK杯 個人総合2位
  - 全日本選手権 個人総合、鉄棒優勝
  - ロンドンワールドカップ 鉄棒、つり輪金メダル、平行棒銀メダル、跳馬4位、個人総合5位
- 1976年
  - モントリオールオリンピック（カナダ）団体総合、鉄棒金メダル、跳馬銀メダル、個人総合、平行棒銅メダル
  - NHK杯 個人総合3位
  - アメリカンカップ 個人総合4位
  - 東京杯 つり輪優勝
- 1977年 アメリカンカップ 個人総合優勝
- 1978年 ストラスブール世界選手権（フランス）団体総合金メダル

## 役職
- 日本体操協会副会長
- 日本オリンピック委員会(JOC)理事
- 塚原体操センター代表取締役
- 朝日生命体操教室校長
- 朝日生命体操クラブ総代[6]
- 全日本シニア体操クラブ連盟理事長

## パワハラ騒動
2018年（平成30年）8月29日、リオデジャネイロ五輪代表の宮川紗江に速見佑斗コーチが暴力（体罰）を振るったとして体操協会が同コーチを無期限登録抹消処分にした事に関連して、宮川は記者会見を開き同コーチからの時に体罰を伴う指導を自分自身と家族が肯定的にとらえていたことを認めるとともに、塚原光男と塚原千恵子からパワハラや朝日生命への引き抜き行為を受けていたと告発した。会見の中で、宮川は塚原夫妻から「あのコーチはダメ。だからあなたは伸びない。私なら速見の100倍教えられる」などと言われて、恐怖を感じたと述べた。
8月30日、取材に対して光男は宮川の発言は「全部うそ」と発言した。この発言については、同日に行われた日本体操協会の会見で副会長の具志堅幸司は「（塚原夫妻によるパワハラが事実であれば）体操関係者として非常に残念」として、第三者委員会の調査にゆだねる旨を示した。
8月31日、夫婦で代理人弁護士を通じ「私たちにも責任があることは確か。私たちの言動で深く傷つけたことを本当に申し訳なく思っております」と文書で謝罪している。しかしこの謝罪文のなかに宮川への反論も含まれていたことが批判されたため、そのことについて9月2日に再び謝罪文を発表した。
- なお、一連の件に関連して、1991年の全日本選手権で参加選手91人中55人が出場をボイコットしたことも併せて報道された。全審判が朝日生命OBで構成され、朝日生命所属選手に有利な点数が出ているとして、他チーム指導者たちは「ムダである」と選手に演技をやめさせる形をとった。そして協会に「協会女子競技本部から派遣された主任審判員４人を外すこと」を求める要望書が提出される事態となり、混乱の責任を取って塚原は女子競技委員長を辞任している[13][14][15]。

9月7日、この件で協会は第三者委員会を設置、10日には塚原夫妻の職務一時停止を決定した。そして12月10日、第三者委員会は夫妻による宮川へのパワハラを認定しないとして、同時に協会は夫妻の職務停止処分解除を決定した。